# Trypanidius nocturnus
Trypanidius nocturnus là một loài bọ cánh cứng trong họ Cerambycidae.